# حقیقتی شبیه خیال
حقیقتی شبیه خیال نام یک آلبوم موسیقی بی کلام است که شامل منتخبی از موسیقی متن شش فیلم و سریال از آثار محمدمهدی گورنگی است که بین سالهای ۱۳۸۳ تا ۱۳۸۵ ساخته و ضبط شده است. این آلبوم موسیقی در دی ماه ۱۳۹۴ منتشر شد.
این مجموعه شامل قطعاتی از موسیقی متن سریال های کمکم کن، روز رفتن، به دنیا بگویید بایستد، همچنین فیلم های سینمایی بازنده (فیلم)، احضار شدگان و مستند شمیم بهشت است. در ساخت و انتخاب تمامی این آثار به ترتیب سه فضای بهشت، برزخ و دوزخ در برداشتی موسیقایی و خیال انگیز، توسط آهنگساز تصور شده است. این آلبوم ۴۱ قطعه دارد و توسط شرکت پخش موسیقی جوان توزیع شده است.

## دست‌اندرکاران
- محمدمهدی گورنگی – آهنگساز، پیانو، سازهای الکترونیک
- ناصر رحیمی – فلوت
- شهریار فریوسفی - تار
- بهزاد خدا‌رحمی - تار
- کریم قربانی - ویلنسل
- ابراهیم لطفی - ویلن
- رسول بهبهانی - ویلن
- علی جعفری پویان - ویلن، سولیست ویلن
- مازیار ظهیرالدینی - ویلن
- میثم مروستی - ویلن
- حسین میرزایی - هورن
- ایمان جعفری پویان - کلارینت
- پاشا هنجنی - نی
- امید حجت - گیتار
- آرش احمدی - گیتار
- گروه همخوان: سودابه شمس، فریبا اسدی، افسانه رحمانی، محمدرضا صفی، شاهرخ شیردوست، احمد مهدی، هومن رزاقی، فرامرز نصیری
- صادق نوری - مسترینگ

## ضبط موسیقی
- استودیو صوتی تصویری سروش - صدابردار: وحید بقراط پور، مهدی گوهریان
- استودیو دریا - صدابردار: آرش عادل پور
- استودیو پویا - صدابردار:  رضا شاه بیگی، نوید شاه بیگی
- استودیو حجت - صدابردار: امید حجت